# Championnats d'Afrique de trampoline 2008
Les championnats d'Afrique de trampoline 2008 se déroulent en décembre 2008 à Walvis Bay, en Namibie.
Les championnats comprennent des épreuves seniors et juniors. Ils sont organisés conjointement avec les Championnats d'Afrique de gymnastique aérobic 2008,.

## Médaillés

### Médaillés Seniors
Les médaillés dans cette compétition sont les suivants.
| Épreuves                           | Or                                                | Argent         | Bronze        |
| ---------------------------------- | ------------------------------------------------- | -------------- | ------------- |
| Hommes                             |                                                   |                |               |
| Trampoline individuel              | Ali Djaber Brahimi                                | Zakaria Sabour | Tewfik Chikhi |
| Par équipes                        | Algérie                                           |                |               |
| Trampoline synchronisé             | Algérie Ali Djaber Brahimi Lokmane Zakaria Sabour |                |               |
| Double mini trampoline             |                                                   |                |               |
| Double mini trampoline par équipes |                                                   |                |               |
| Tumbling                           |                                                   |                |               |
| Femmes                             |                                                   |                |               |
| Trampoline individuel              |                                                   |                |               |
| Trampoline par équipes             |                                                   |                |               |
| Double mini trampoline             |                                                   |                |               |
| Double mini trampoline par équipes |                                                   |                |               |

### Médaillés juniors
Les médaillés dans cette compétition sont les suivants
| Épreuves                      | Or | Argent | Bronze       |
| ----------------------------- | -- | ------ | ------------ |
| Trampoline individuel hommes  |    |        | Riad Zahi    |
| Trampoline individuel femmes  |    |        | Ikram Chikhi |
| Trampoline synchronisé hommes |    |        |              |
| Trampoline synchronisé femmes |    |        |              |
| Double-mini trampoline hommes |    |        |              |
| Double-mini trampoline femmes |    |        |              |
| Tumbling hommes               |    |        |              |
| Tumbling femmes               |    |        |              |